# Абрутите, Неринга
Не́ринга Абрути́те (лит. Neringa Abrutytė; 27 декабря 1972, посёлок Нида, Неринга) — литовская поэтесса и переводчица.

## Биография
В 1991 году окончила среднюю школу. Изучала литовский язык и литературу на филологическом факультете Вильнюсского университета. Член Союза писателей Литвы с 1998 года.
Живёт в Дании; поддерживает контакты с писателями разных стран, посещает европейские творческие центры.

## Творчество
Поэтические переводы, собственные стихи, отзывы о творчестве коллег печатает в альманахах, периодике. Любовные переживания выражает отрывистым языком современной поэзии. Стихи зачастую скомпонованы из повествования, обрывков бесед, молодёжного лексикона. Фрагментированность передаётся средствами ярко индивидуализированного синтаксиса. Выпустила сборники стихов „Rojaus ruduo“ («Райская осень», 1995), „Iš pažintis“ («Ис поведь», 1997), „Neringos M.“ («Неринги М.», 2003) и пьесу „Barono Miunchauseno meilė ir kt… nusivylimai“ («Любовь барона Мюнхгаузена и другие... разочарования», 1998). 
Издана книгу её переводов поэзии Жака Превера (1999). Переводы с французского включались в сборники мировой и французской поэзии. Также переводила стихи Сотириса Сулиотиса с греческого и Алеша Штегера со словенского, прозу Вольфганга Борхерта и Герты Мюллер с немецкого. В переводе Абрутите издан литовский перевод книги Жак Ле Гоффа «История Европы, рассказанная молодёжи».
Стихи Абрутите переводились на английский, белорусский, голландский, греческий, датский, итальянский, словенский, финский, русский языки.

## Издания
- Rojaus ruduo: eilėraščiai. Vilnius: Baltos lankos, 1995. 71 p.
- Iš pažintis: eilėraščiai. Vilnius: Lietuvos rašytojų sąjungos leidykla, 1997. 61 p.
- Neringos M.: eilėraščiai. Vilnius: Lietuvos rašytojų sąjungos leidykla, 2003. 83 p.
- Jacques Prévert. Puokštė: eilėraščiai. Vilnius: Lietuvos rašytojų sąjungos leidykla, 1999.
- Jacques Le Goff. Europos istorija, papasakota jaunimui. — Vilnius: Alma littera, 2000.
- Izpoved / Taja Kramberger. Ljubljana: Aleph, 2003.
- Fingre / Sotiris Souliotis. Copenhagen: Politisk revy, 2003.